# Echeveria

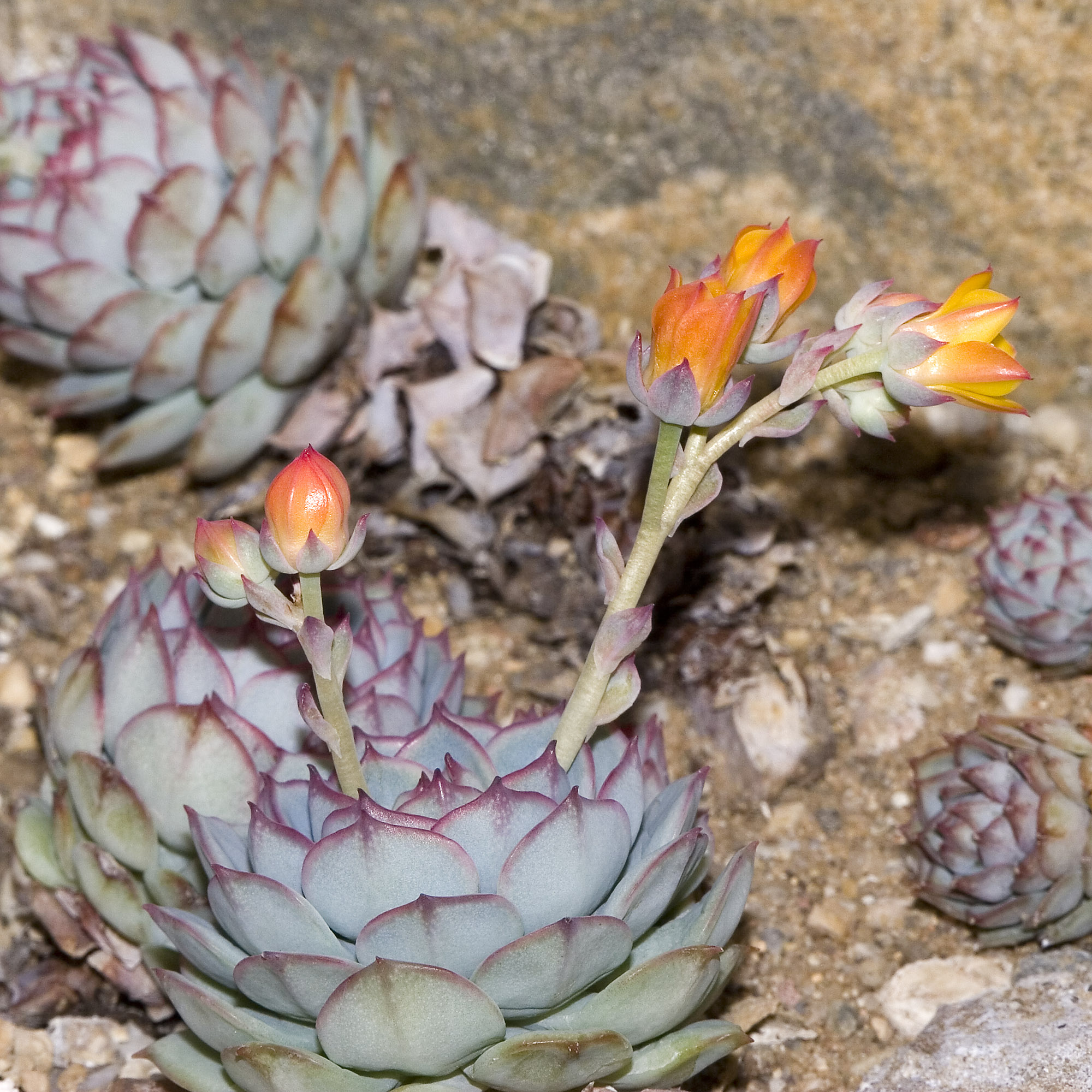
Echeveria derenbergii

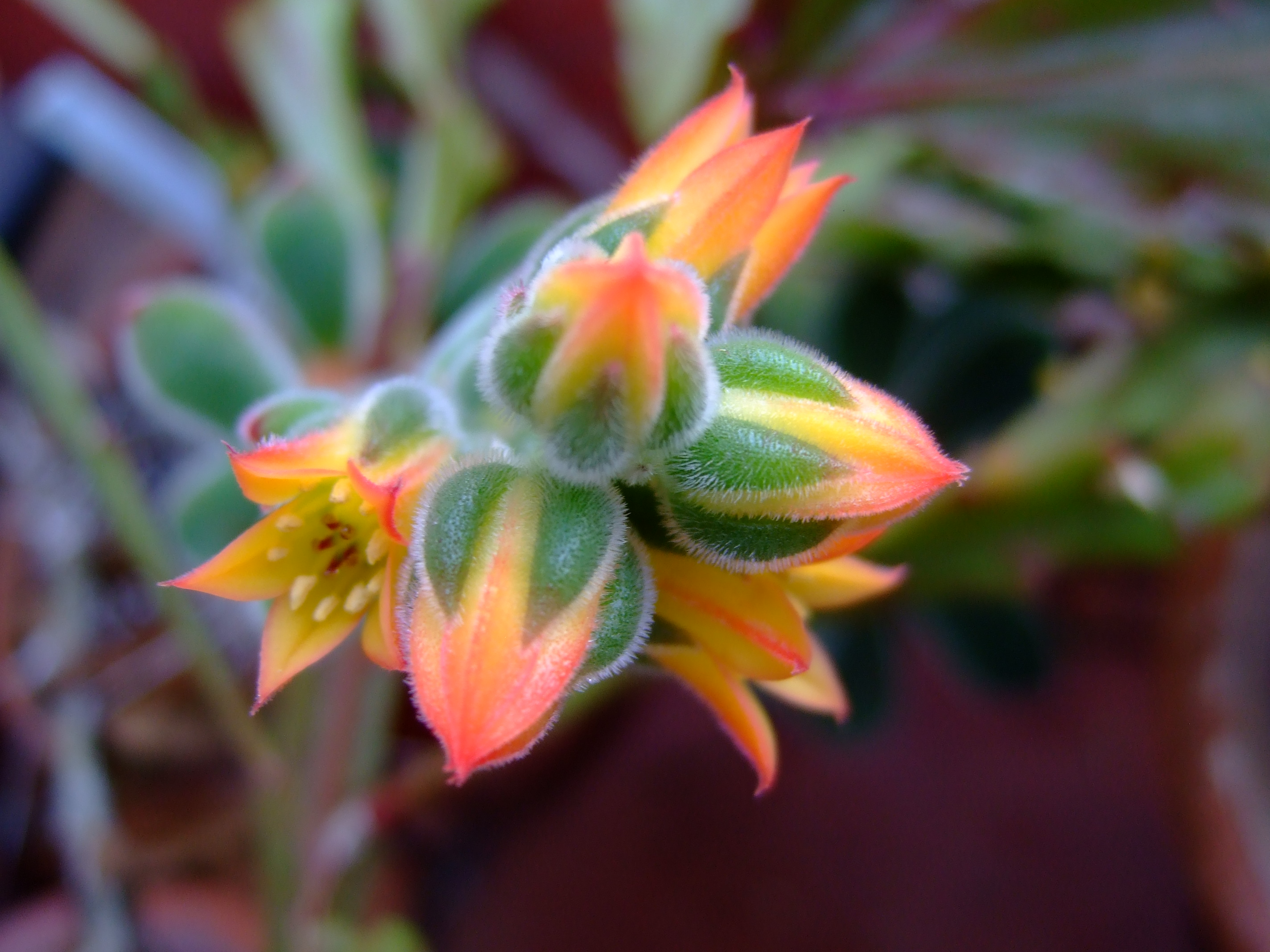
Flores de Echeveria pulvinata

Echeveria es un género polifilético de plantas de la familia Crassulaceae. Cuenta con 293 especies que se distribuyen en zonas áridas, semiáridas y templadas del suroeste de Estados Unidos, México, Centroamérica y hasta el norte de Argentina.

## Descripción
Son plantas herbáceas, suculentas, perennes, acaules o bien de tallos simples o ramificados. Las hojas son aplanadas y carnosas, dispuestas en forma de roseta. Son verdes o marrones, frecuentemente con el ápice y el margen rojizos. La inflorescencia lateral es un cincino, un racimo, una panícula o una espiga con flores hermafroditas de cinco sépalos unidos en la base; las corolas son tubulares a cónicas con cinco pétalos de color rosado, rojo, anaranjado, amarillo, blanco o verde.
La mayoría de las especies suelen perder sus hojas bajas en invierno, pero siempre se ven reemplazadas por otras nuevas que surgen del meristemo apical, por lo que su forma de roseta se mantiene.
Muchas especies de Echeveria son populares como planta ornamental de jardín. Son resistentes a la sequía, pero se desarrollan mejor con riegos frecuentes y fertilizantes. Se muestran tolerantes a la sombra y a las heladas, pero los híbridos parecen menos tolerantes. Se pueden reproducir vegetativamente por medio de hojas cortadas o, si no son híbridos, por semillas.

## Taxonomía
Echeveria: nombre genérico que fue descrito en 1828 por Augustin Pyrame de Candolle en Prodromus Systematis Naturalis Regni Vegetabilis 3: 401. La especie tipo es Echeveria coccinea. El género fue nombrado en honor del artista botánico mexicano Atanasio Echeverría y Godoy (¿1771?-1803). Es considerado polifilético, su taxonomía aun no está bien establecida.

### Especies selectas
- Echeveria affinis
- Echeveria amoena
- Echeveria cante
- Echeveria coccinea - conchita escarlata
- Echeveria derenbergii
- Echeveria elegans - rosa de alabastro
- Echeveria gibbiflora - oreja de burro
- Echeveria harmsii
- Echeveria heterosepala
- Echeveria laui - roseta
- Echeveria leucotricha
- Echeveria pinetorum
- Echeveria pittieri
- Echeveria agavoides
- Echeveria racemosa
- Echeveria rubromarginata
- Echeveria runyonii
- Echeveria secunda - conchita
- Echeveria setosa
- Echeveria subalpina
- Echeveria subrigida
- Echeveria Ruffles - rulosa